# Oparzeniec

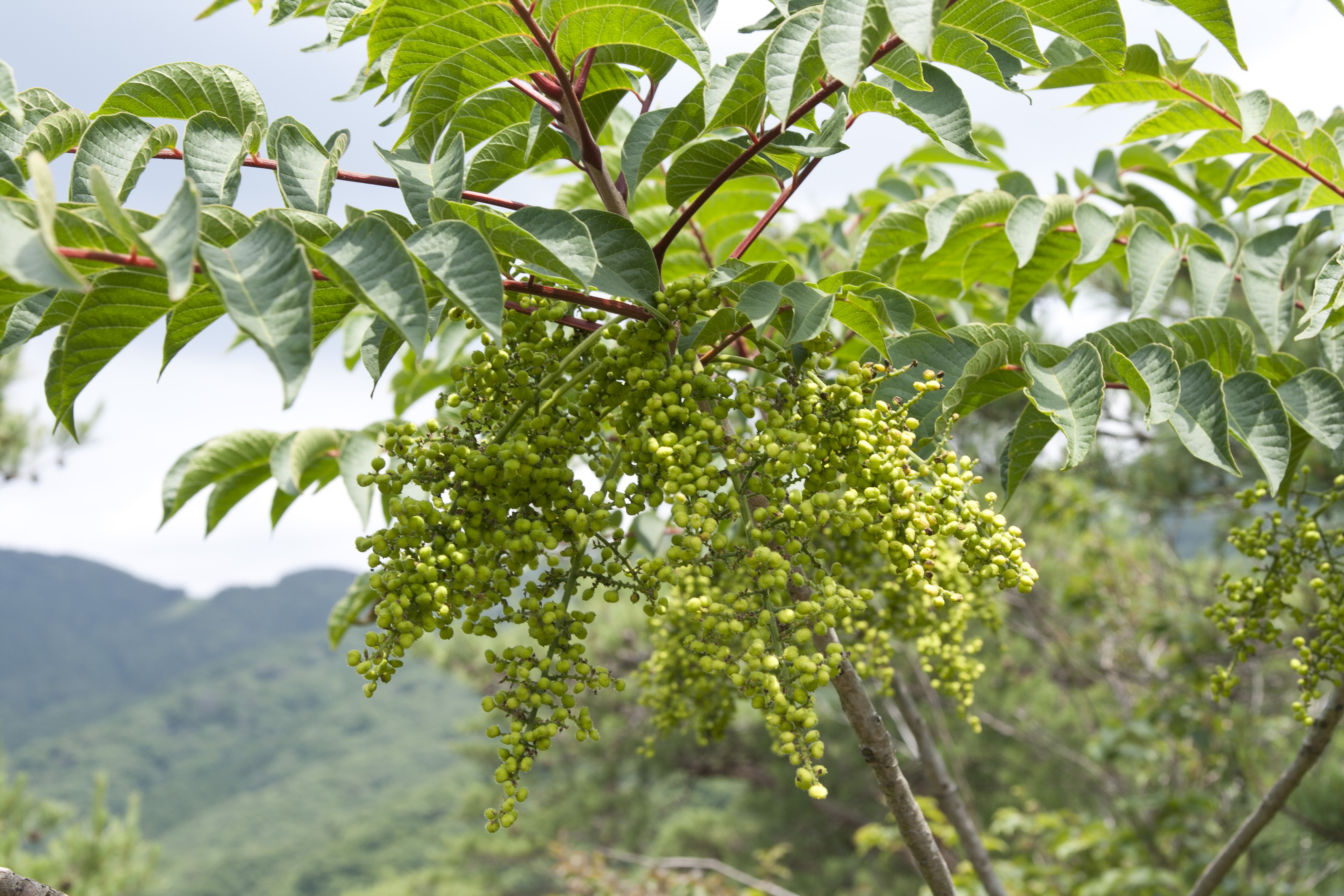
Toxicodendron trichocarpum

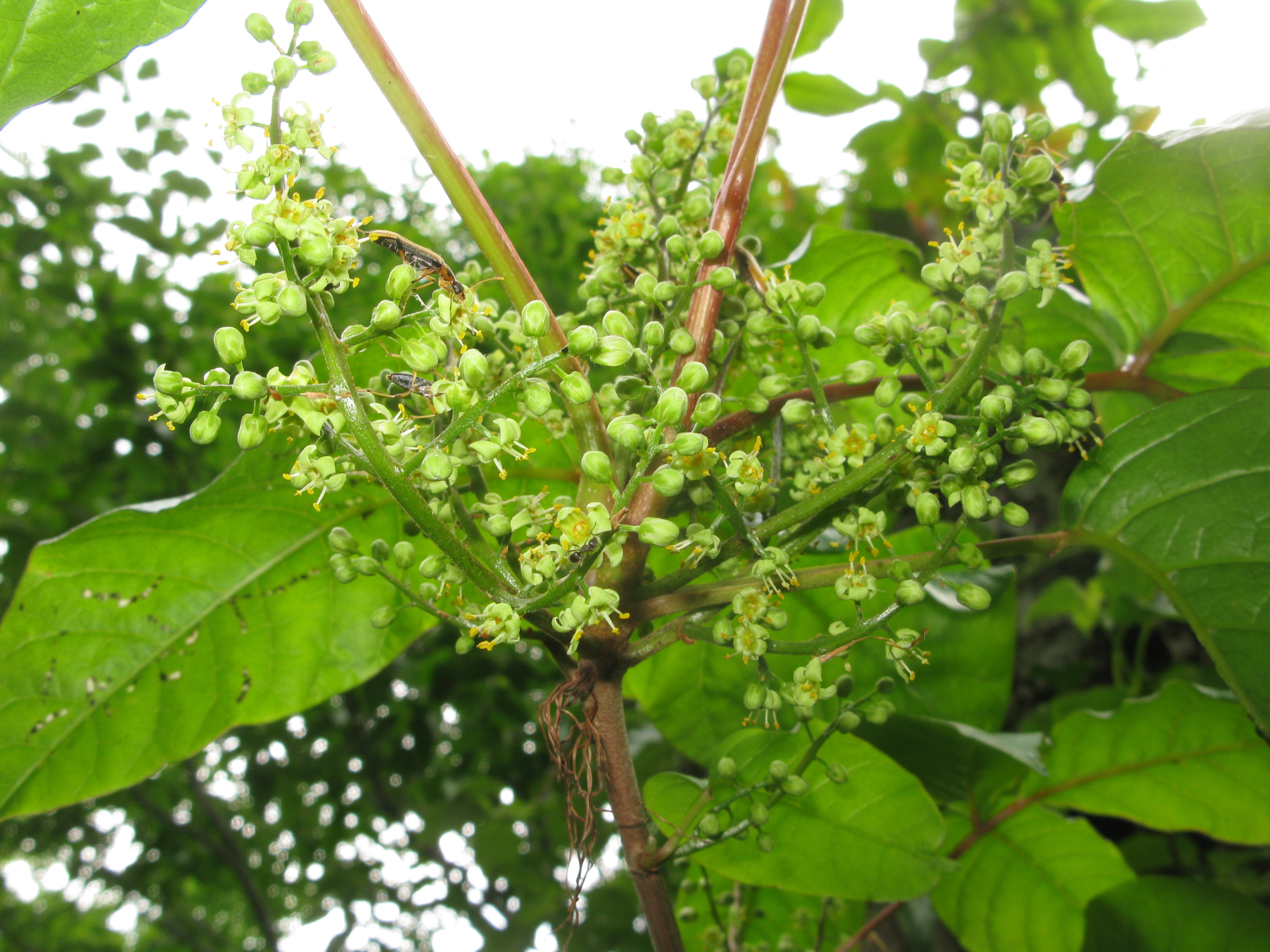
Toxicodendron orientale

Oparzeniec (Toxicodendron Mill.) – rodzaj roślin z rodziny nanerczowatych (Anacardiaceae). Obejmuje 22 lub 27 gatunków. Występują one w południowej i wschodniej Azji oraz na obu kontynentach amerykańskich. Rośliny te zawierają katechole działające silnie drażniąco na skórę. Niektóre gatunki uprawiane są jako ozdobne; inne dostarczają żywic, wosków i barwników.

## Rozmieszczenie geograficzne
Rodzaj ma zasięg z dysjunkcją – część gatunków występuje w Azji, część na kontynentach amerykańskich. Gatunki azjatyckie rosną od północnych Indii i Nepalu poprzez Półwysep Indochiński, Chiny, Koreę po Japonię i Sachalin na północy, a na południu po Borneo, Jawę i Nową Gwineę. Gatunki amerykańskie spotykane są od Kanady poprzez Stany Zjednoczone i Meksyk po Amerykę Centralną oraz w północno-zachodniej części Ameryki Południowej, od Wenezueli poprzez Kolumbię, Ekwador, Peru po Boliwię. Niektóre gatunki są inwazyjne, np. T. succedaneum w Brazylii.
W Polsce rośliny z tego rodzaju spotykane bywają w kolekcjach botanicznych. Oparzeniec jadowity T. pubescens stwierdzony został zdziczały nad Odrą k. Nowej Soli.

## Morfologia

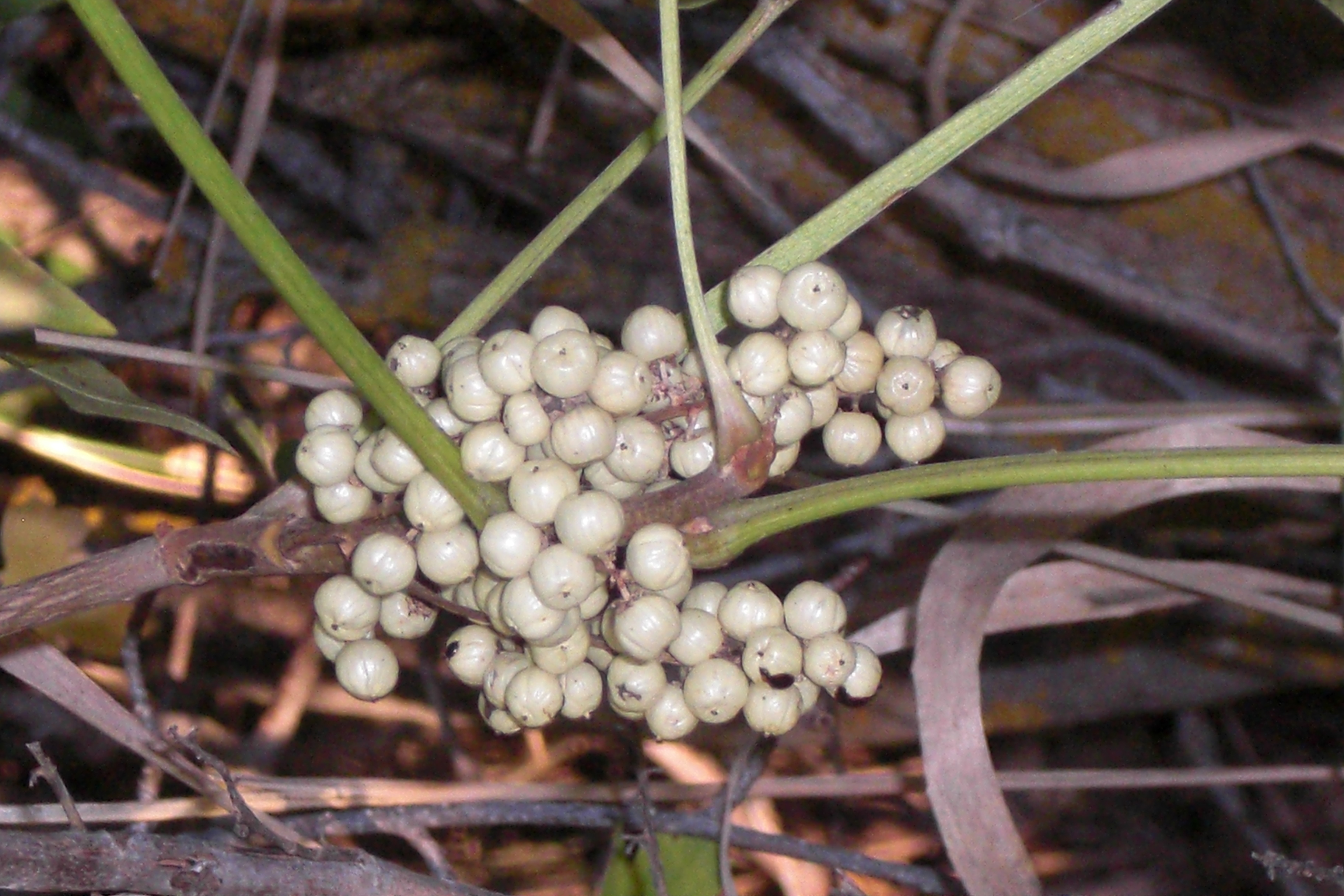
Owoce T. rydbergii

PokrójDrzewa i krzewy, rzadziej liany zawierające biały sok mleczny czerniejący w kontakcie z powietrzem. Pąki są nagie i widoczne w pachwinach liści.
LiścieSkrętoległe, zwykle opadające zimą lub w porze suchej, rzadziej zimotrwałe. Blaszka osadzona na ogonku, najczęściej nieparzystopierzasto złożona lub trójlistkowa, rzadko pojedyncza. Poszczególne listki na osi liścia naprzeciwległe lub niemal naprzeciwległe, siedzące lub na krótkich ogonkach, całobrzegie, piłkowane lub klapowane.
KwiatyZebrane są w wyrastające w kątach liści wiechy lub grona, zwykle zwisające w czasie owocowania. Kwiaty są obupłciowe lub jednopłciowe, promieniste, zwykle pięciokrotne. Osadzone są na szypułkach nieczłonowanych, wspartych odpadającymi przysadkami. Działki kielicha są u nasady częściowo zrośnięte. Płatki korony są białe lub zielonkawe. Pręcików 5, osadzonych na dysku. Zalążnia jest jednokomorowa, ale powstaje z trzech owocolistków. Trzy wolne lub u nasady zrosłe krótkie szyjki słupka zwieńczone są główkowatymi znamionami.
OwoceKulistawe lub bocznie spłaszczone pestkowce. Egzokarp biały, żółtawy do jasnoszarego, po dojrzeniu oddziela się od białego mezokarpu z licznymi kanałami żywicznymi, otaczającego twardą pestkę. Owłosienia brak lub skąpe i nie gruczołowate. Owoce zebrane w luźny owocostan o zwisających rozgałęzieniach.

## Właściwości toksyczne
Rośliny z tego rodzaju w soku mlecznym i żywicach zawierają działające silnie drażniąco na skórę katechole: pentadecylkatechole, ale też heptadecylkatechole, glutarenghol i laccol. Związki te powodują dermatozy w przypadku nawet lekkiego dotknięcia tych roślin. W populacji ludzkiej około 50% osób jest uczulonych na te związki. Oparzenia skóry rozwijają się zwykle w ciągu od kilku do około 24 godzin po kontakcie z roślinami. W Ameryce Północnej szczególnie toksyczne są gatunki: T. diversilobum, T. pubescens, T. rydbergii, T. vernix i T. radicans. Tylko ten ostatni powoduje w samych Stanach Zjednoczonych 350 tys. oparzeń. Pierwszy z wymienionych gatunków w Kalifornii odpowiada za oparzenia u 1/3 strażaków walczących tam z pożarami na terenach leśnych. 

## Znaczenie użytkowe
Rośliny z tego rodzaju są też sadzone jako ozdobne, ze względu na okazałe kwiatostany. Oleożywice z T. vernicifluum używane są w Azji wschodniej i południowo-wschodniej (w Japonii od 7 tys. lat) do wyrobu laki służącej do zdobienia i zwiększania trwałości mebli oraz innych wyrobów z drewna (np. pudełek na biżuterię, waz, ram do obrazów, popielniczek). Dzięki niej drewno zyskuje większą odporność na działanie substancji chemicznych, wilgotność i wysoką temperaturę. Toksyny zawarte w żywicach wykazują jednak pewną aktywność nawet po wielu latach, powodując podrażnienia skóry u osób wrażliwych. Z gatunku tego pozyskuje się także woski do wyrobu świec. Z kolei tzw. „japoński wosk” z T. succedaneum poza wyrobem świec wykorzystywany jest do polerowania drewna, a żywice z tego gatunku do wyrobu lakierów i farb antykorozyjnych. Czarny barwnik z T. pubescens był cenionym czernidłem stosowanym przez Indian.

## Systematyka
Jeden z rodzajów z rodziny nanerczowatych Anacardiaceae zaliczany do podrodziny Anacardioideae Arnott. W przeszłości rośliny te tradycyjnie zaliczane były do szeroko ujmowanego rodzaju sumak Rhus. W 2001 roku rodzaj ten został podzielony na szereg mniejszych, wśród których Toxicodendron stanowi wyraźnie odrębny, monofiletyczny takson. Do wyróżniających rodzaj cech morfologicznych należą jasno zabarwione i nieogruczolone owoce oraz kwiatostany wyrastające w kątach liści, a nie na szczycie pędów. Ze względu na szybkie różnicowanie i znaczny udział ewolucji siatkowatej/retikularnej (tworzenie form mieszańcowych) ustalenie relacji filogenetycznych w obrębie kompleksu Rhus jest bardzo trudne. Mimo to jako takson siostrzany (najbliżej spokrewniony) dla Toxicodendron wskazywany jest z dużym prawdopodobieństwem rodzaj Actinocheita.  
W obrębie rodzaju Toxicodendron wyróżniane są tradycyjnie sekcje: Griffithii, Simplicifolia, Toxicodendron i Venenata. Badania molekularne wskazują na potrzebę rewizji klasyfikacji wewnątrzrodzajowej (potwierdzono monofiletyzm tylko dla sekcji Griffithii i Toxicodendron). 
Wykaz gatunków
Ponieważ do początku XXI wieku gatunki tu zaliczane włączane były do rodzaju sumak Rhus – polskie nazwy zwyczajowe wciąż zaczynają się od takiej nazwy rodzajowej.
- Toxicodendron acuminatum (DC.) C.Y.Wu & T.L.Ming
- Toxicodendron bimannii Barbhuiya
- Toxicodendron borneense (Stapf) Gillis
- Toxicodendron calcicola C.Y.Wu
- Toxicodendron delavayi (Franch.) F.A.Barkley
- Toxicodendron diversilobum  (Torr. & A.Gray) Greene
- Toxicodendron fulvum (Craib) C.Y.Wu & T.L.Ming
- Toxicodendron grandiflorum  C.Y.Wu & T.L.Ming
- Toxicodendron griffithii (Hook.f.) Kuntze
- Toxicodendron hirtellum C.Y.Wu
- Toxicodendron khasianum (Hook.f.) Kuntze
- Toxicodendron ×lobadioides  Greene
- Toxicodendron nodosum (Blume) Kuntze
- Toxicodendron orientale Greene
- Toxicodendron pubescens Mill. – oparzeniec jadowity[5], sumak jadowity[12]
- Toxicodendron quinquefolio latum Q.H.Chen
- Toxicodendron radicans (L.) Kuntze – oparzeniec pnący[5], sumak pnący[12]
- Toxicodendron rhetsoides (Craib) Tardieu
- Toxicodendron rostratum T.L.Ming & Z.F.Chen
- Toxicodendron rydbergii (Small ex Rydb.) Greene
- Toxicodendron striatum (Ruiz & Pav.) Kuntze
- Toxicodendron succedaneum (L.) Kuntze
- Toxicodendron sylvestre (Siebold & Zucc.) Kuntze
- Toxicodendron trichocarpum  (Miq.) Kuntze
- Toxicodendron vernicifluum  (Stokes) F.A.Barkley – sumak lakowy[10][12]
- Toxicodendron vernix (L.) Kuntze
- Toxicodendron wallichii (Hook.f.) Kuntze
- Toxicodendron yunnanense C.Y.Wu